# Sollentuna VK
Sollentuna VK är en volleybollklubb i Sollentuna, Sverige. Klubben bildades 1960. Klubben leder maratontabellen för både herrar och damer, och hela 23 svenska mästerskapsguld har det blivit genom åren. Hemmaarena är Arena Satelliten i Sollentuna samt Rösjö Beach Arena vid Rösjön.
Klubben arrangerade tidigare Sveriges största ungdomsturnering Big Step i mitten av maj varje år men numera är maj månad full av olika ungdomsmästerskap.[källa behövs]
Ordförande:
- Bosse Hansson (2022/2023).[9]
- Fredrik Ahlengärd (2023-)[10]